# شوكس أنيكي
شوكس أنيكي (بالإنجليزية: Chuks Aneke) (3 يوليو 1993 بنيوهام في المملكة المتحدة - ) هو لاعب كرة قدم بريطاني في مركز الوسط. شارك مع منتخب إنجلترا تحت 16 سنة لكرة القدم ومنتخب إنجلترا تحت 17 سنة لكرة القدم ومنتخب إنجلترا تحت 18 سنة لكرة القدم ومنتخب إنجلترا تحت 19 سنة لكرة القدم. أما مع النوادي، فقد لعب مع بريستون نورث إيند وزولته فاريجيم وستيفيناغ بوروه ونادي أرسنال ونادي كرو ألكساندرا.

## وصلات خارجية
- شوكس أنيكي على موقع قاعدة بيانات كرة القدم.إي يو (الإنجليزية)
- شوكس أنيكي على موقع Soccerbase.com (لاعب) (الإنجليزية)
- شوكس أنيكي على موقع Soccerway.com (الإنجليزية)
- شوكس أنيكي على موقع AS.com (الإسبانية)